# دافينسيت
دافينسيت هو معدن نادر جدًا من مجموعة eudialyte ، مع الصيغة المبسطة Na12K3Ca6Fe32 + Zr3 (Si26O73OH) Cl2. لا تظهر الصيغة المعطاة وجود مجموعات السيليكات الحلقية. تمت تسمية المعدن على اسم ليوناردو دافنشي للإشارة إلى الأشكال الهندسية غير النمطية التي كان يميل إلى استخدامها ، مقارنةً بمؤلفي الوصف المعدني للهندسة غير النمطية (وليس المثالية المركزية) لهيكل دافينشي. الميزة الأخرى غير النمطية تمامًا لـ Davinciite هي لونها الخزامى ، في حين أن eudialyte النموذجي هو إلى حد ما وردي أو أحمر.

## الحدوث والارتباط
تم اكتشاف دافينسيايت في بيغماتيت شديد الصعوبة (شديد القلوية) في جبل راسفموشور ، خيبيني ماسيف ، شبه جزيرة كولا ، روسيا. إيجيرين ، دلهيليت ، نيفلين ، فلسبار البوتاسيوم ، شيرباكوفيت ، سوداليت (سيليكات) ، دجيرفيشر ، راسفوميت (كبريتيد) ، نتريت ، ناكافيت ، وفليايوميت معادن مرتبطة بها.